# 614-й корпусной артиллерийский полк
614-й корпусной артиллерийский полк — воинское подразделение Вооружённых Сил СССР в Великой Отечественной войне. Полк мог называться 614-й артиллерийский полк или 614-й артиллерийский полк Резерва Верховного главнокомандования

## История
Сформирован 9 сентября 1940 года в Прибалтийском особом военном округе на базе частей Эстонской народной армии. Являлся корпусным полком 22-го Эстонского территориального стрелкового корпуса. Личный состав сохранил униформу эстонской армии с нашитыми советскими знаками различия.
В действующей армии во время ВОВ с 22 июня 1941 года по 16 февраля 1942 года.
Перед войной дислоцируется в Козе, возле Таллина, на начало войны дислоцируется в Петсери. С 1 июля 1941 года перебрасывается в Порхов.
Вступил в бои под Порховым 9-10 июля 1941 года, обстреливал скапливавшиеся на западной окраине города вражеские войска. Затем отступал вместе с корпусом до Старой Руссы и за неё, с 13-15 августа 1941 года поддерживает удар войск корпуса на Старую Руссу. 17-18 августа 1941 года одной батареей поддерживает 252-ю стрелковую дивизию, тремя батареями 243-ю стрелковую дивизию в их ударе на реке Межа в направлении местечка Ильино.
Осенью и зимой 1941 года являлся армейским артиллерийским полком 11-й армии, поддерживал огнём оборону армии восточнее и северо-восточнее Старой Руссы, а в январе 1942 года поддерживает наступление войск армии в Демянской наступательной операции.
16 февраля 1942 года преобразован в 11-й гвардейский артиллерийский полк.

## Подчинение
| Дата            | Фронт (округ)         | Армия      | Корпус                 | Дивизия | Примечания |
| --------------- | --------------------- | ---------- | ---------------------- | ------- | ---------- |
| 22.06.1941 года | Северо-Западный фронт | 27-я армия | 22-й стрелковый корпус |         | -          |
| 01.07.1941 года | Северо-Западный фронт | -          | -                      | -       | -          |
| 10.07.1941 года | Северо-Западный фронт | 11-я армия | 22-й стрелковый корпус | -       | -          |
| 01.08.1941 года | Северо-Западный фронт | 11-я армия | 22-й стрелковый корпус | -       | -          |
| 01.09.1941 года | Северо-Западный фронт | 11-я армия | -                      | -       | -          |
| 01.10.1941 года | Северо-Западный фронт | 11-я армия | -                      | -       | -          |
| 01.11.1941 года | Северо-Западный фронт | 11-я армия | -                      | -       | -          |
| 01.12.1941 года | Северо-Западный фронт | 11-я армия | -                      | -       | -          |
| 01.01.1942 года | Северо-Западный фронт | 11-я армия | -                      | -       | -          |
| 01.02.1942 года | Северо-Западный фронт | 11-я армия | -                      | -       | -          |

## Командиры
- Эрих Йоханн Фридрих Тоффер[эст.] (до июня 1940)
- майор Магдюк (с июня 1940)